# Léonard Aléa
Léonard Aléa (París, ¿?-¿?, 1812) fue un escritor francés.

## Biografía
Provenía de una familia de banqueros. Publicó de manera anónima su primer libro, titulado L'antidote de l'athéisme, en 1801. Al año siguiente, apareció una segunda edición, engrosada hasta los dos volúmenes y con un nuevo título: La religion triomphante des attentats de l'impiété. Esta nueva versión se escribió con el propósito de refutar el Dictionnaire des Athées de Sylvien Maréchal, y fue acogido con críticas positivas.
El propio Marechal reconoció la moderación de su adversario. El cardenal Gerdil expresó su aprecio por la obra y Portalis, a quien Léonard había dedicado la segunda edición, quedó deleitado por ella e intentó que el autor fuera aceptado en el Consejo de Estado, aunque sin éxito. Aléa tan solo publicó una obra más, Réflexions contre le divorce.